# Al Jolson
Al Jolson, né Asa Yoelson le 26 mai 1886 à Seredžius en Lituanie (intégrée alors à l'Empire russe) et mort le 23 octobre 1950 à San Francisco (Californie), est un chanteur et un acteur américain dont la carrière a duré de 1911 jusqu'à sa mort en 1950. Il a été l'un des artistes de music-hall les plus populaires du XXe siècle aux États-Unis. Son influence s'étend à de grands noms du jazz comme Bing Crosby ou Eddie Fisher.
En 1927, il est la vedette d'un des premiers films chantants, Le Chanteur de jazz, considéré comme étant le premier film parlant ou sonore.

## Biographie
Al Jolson, Asa Yoelson de son vrai nom, est né dans la ville de Średniki, gouvernement de Kovensk (aujourd'hui Seredžius en Lituanie), de parents juifs, Moshe Reuben Yoelson et Naomi Ettas Cantor qui émigrent vers les États-Unis. Son nom originel, vraisemblablement américanisé par les services d'immigration, est Hesselson. Son père devient chantre (hazzan) et accessoirement l'un des circonciseurs (mohel) de la communauté Talmud Torah (actuellement Ohev Sholom Talmud Torah) de Washington.
Jolson devient chanteur populaire à New York dans le cadre de la Tin Pan Alley. Avec son frère, ils divertissent les troupes américaines durant le conflit opposant les États-Unis à l'Espagne à propos de ses colonies, Cuba, Porto Rico et les Philippines (1898). Al Jolson développe les éléments clés de sa prestation artistique au fil des années : maquillage de « nègre », gestuelle exubérante, style de chanson rythmé, airs sifflés, et discussion avec le public.

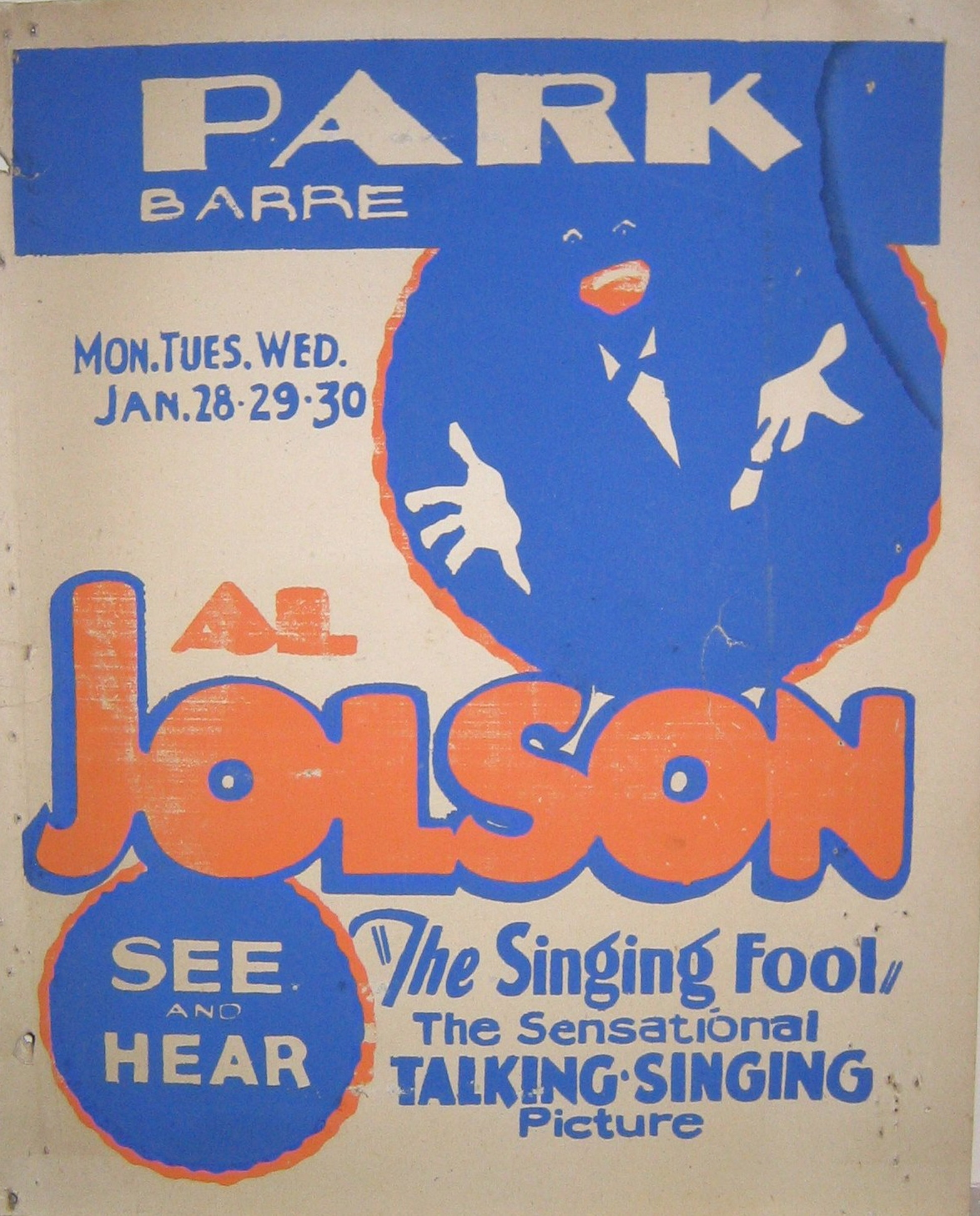
Affiche du film The Singing Fool (Le Fou chantant) joué par Al Jolson.

En 1911, il change son apparence au théâtre de Broadway, dans la pièce La Belle Paree, jouant cette fois les stars. Il commence à enregistrer des disques et devient vite célèbre sur la scène internationale grâce à son exhubérante présence scénique et son rapport personnel avec les spectateurs. Aucun autre artiste n'a connu à Broadway autant de popularité et une carrière aussi longue, de 1911 à 1940. Les hurlements ou les supplications des spectateurs empêchent parfois le spectacle de continuer, tant est puissant l'émoi que suscite sa seule présence sur scène. À Boston, le spectacle doit être interrompu 45 minutes pour obtenir le retour au calme. On dit de lui qu'il a une personnalité « électrique », capable de faire croire à chaque spectateur qu'il chante uniquement à son intention.

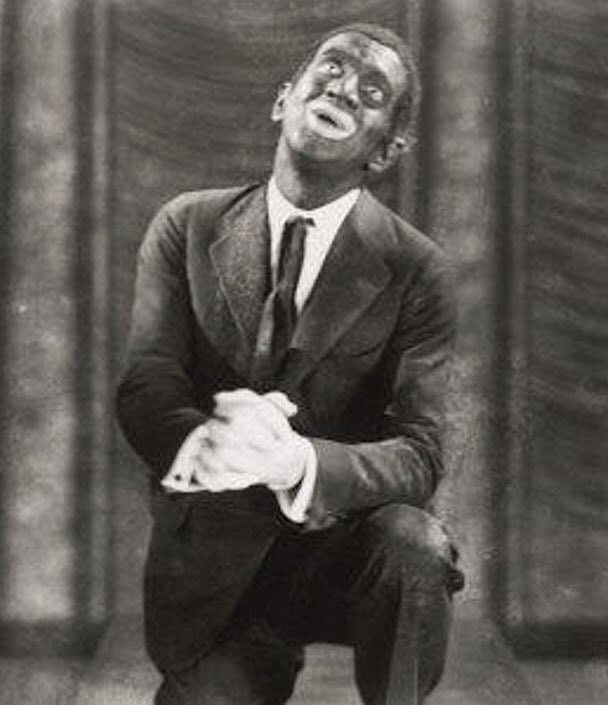
Al Jolson dans Le Chanteur de jazz (The Jazz Singer).

Cependant, il est surtout connu pour avoir été en 1927 le personnage principal de l'un des premiers films chantants, Le Chanteur de jazz ((en) The Jazz Singer). Al Jolson y interprète notamment la chanson Mammy, sous les traits d'un Noir (black face).
Il signe à la Warner Bros pour une série de films sonores, parlants et chantants. On le voit dans Le Fou chantant en 1928. L'histoire racontée par ce film est tragique, celle d'un artiste de music-hall qui veut continuer son métier en dépit du décès de son fils. La chanson triste de ce film, Sonny Boy, est le premier disque américain à se vendre à 3 millions d'exemplaires. Al Jolson est le premier artiste à vendre plus de 10 millions de disques. De nos jours, Joel Whitburn, le compilateur des hit-parades américains, dresse un tableau statistique sur les no 1 des chansons de la période 1890-1954, d'après lequel Al Jolson est 23 fois no 1, et en tête pendant 114 semaines.
Parmi les nombreuses chansons très populaires, on peut citer You Made Me Love You (I Didn't Want to Do It), Rock-A-Bye Your Baby With A Dixie Melody, Swanee (écrit par George Gershwin), April Showers, Toot, Toot, Tootsie, Goodbye, California, Here I Come, When the Red, Red Robin Comes Bob-Bob-Bobbin' Along, Sonny Boy, et Avalon.

### Radio et télévision
Après avoir quitté Broadway, Al Jolson devient une vedette de la radio. The Al Jolson Show se déroule de 1933 à 1939, puis de 1942 à 1943, et enfin de 1947 à 1949. Ses émissions sont parmi les plus écoutées. En 1950, à soixante-quatre ans, Al Jolson signe avec CBS Television Studios, mais meurt en octobre avant même d'entreprendre le premier tournage.

### Vie familiale
Al Jolson est marié avec la danseuse Henrietta Keller de 1907 à 1918. En 1922, il épouse l'actrice de Broadway Ethel Delmar, leur union dure jusqu'en 1928. En 1928, il se marie avec la chanteuse, danseuse et actrice Ruby Keeler. En 1935, ils adoptent un garçon, Al Jolson Jr. Ils divorcent en 1939. En 1945, Erle Galbraith devient sa quatrième épouse. Le couple adopte deux filles : Asa en 1948, et Alicia en 1949. Erle Galbraith décède en 2004.

## Filmographie

### Acteur
- 1923 : Mammy's Boy : Al
- 1926 : A Plantation Act (Une scène dans la plantation) : le « nègre » chantant
- 1927 : Le Chanteur de jazz (The Jazz Singer) : Jakie Rabinowitz (Jack Robin)
- 1928 : Le Fou chantant (The Singing Fool) de Lloyd Bacon : Al Stone
- 1929 : Chante-nous ça ! de Lloyd Bacon (Say It with Songs) : Joe Lane
- 1929 : New York Nights : Cameo
- 1930 : Mammy : Al Fuller
- 1930 : Big Boy : Gus
- 1933 : Hallelujah I'm a Bum : Bumper
- 1934 : Wonder Bar : Al Wonder
- 1935 : Casino de Paris (Go Into Your Dance) : Al Howard
- 1936 : The Singing Kid : Al Jackson
- 1939 : Rose de Broadway (Rose of Washington Square) : Ted Cotter
- 1939 : Swanee River : E.P. Christy
- 1945 : Rhapsodie en bleu (Rhapsody in Blue) d'Irving Rapper
- 1949 : Toute la rue chante : Al Jolson (voix uniquement)

## Discographie

### Albums et chansons
- 1913 : You Made Me Love You
- 1918 : Rock-A-Bye Your Baby With A Dixie Melody
- 1920 : Swanee
- 1920 : Avalon
- 1921 : April Showers
- 1922 : Toot, Toot, Tootsie
- 1924 : California, Here I Come
- 1925 : I’m Sitting on Top of the World
- 1926 : When the Red, Red, Robin Comes Bob, Bob, Bobbin’ Along
- 1928 : Back in Your Own Backyard
- 1928 : My Mammy
- 1928 : There’s a Rainbow ’Round My Shoulder
- 1928 : Sonny Boy
- 1929 : Liza (All the Clouds’ll Roll Away)
- 1930 : Let Me Sing and I’m Happy
- 1932 : The Cantor (A Chazend’l Ofn Shabbos)
- 1946 : The Jolson Story (4x Schellack)
- 1946 : Ma Blushin’ Rosie
- 1946 : Anniversary Song
- 1947 : Alexander’s Ragtime Band
- 1947 : Carolina in the Morning
- 1947 : About a Quarter to Nine
- 1947 : Waiting for the Robert E. Lee
- 1947 : Golden Gate
- 1947 : When You Were Sweet Sixteen
- 1947 : If I Only Had a Match
- 1949 : Al Jolson Sings Again
- 1949 : Chinatown, My Chinatown / After You’ve Gone
- 1949 : Souvenir Album Vol. 2
- 1949 : Souvenir Album Vol. 4
- 1949 : In Songs He Made Famous
- 1949 : Is It True What They Say About Dixie?
- 1950 : Are You Lonesome Tonight?
- 1953 : Stephen Foster Songs
- 1956 : Curtain Call
- 1957 : The Jolson Story (Memories)
- 1958 : Al Jolson Overseas
- 1958 : The Immortal Al Jolson
- 1959 : The World's Greatest Entertainer
- 1968 : You Made Me Love You
- 1973 : The Early Years
- 1974 : Al Jolson the Vitaphone Years
- 1974 : When Radio Was King! (The Famous Al Jolson Show 1938)
- 1975 : Sitting on Top of the World
- 1975 : Broadway Al
- 1975 : On the Air Volume 2
- 1977 : Swanee in Studio and Live in New York 1936
- 1977 : The Jazz Singer
- 1978 : Sang 'Em
- 1978 : On the Air Volume 3
- 1981 : 20 Golden Greats
- 1983 : Al Jolson Collection
- 1983 : 20 Greatest Hits
- 1987 : Al Jolson in the Singing Fool
- My Old Kentucky Home

### Compositeur
- 1928 : The Singing Fool
- 1929 : New York Nights